# John Cheyne (baron Cheyne)
John Cheyne, baron Cheyne (c. 1442 – 30 mai 1499) est « Master of the Horse » du roi Édouard IV d'Angleterre et garde du corps personnel du roi Henri VII d'Angleterre.

## Biographie
John est le troisième fils et second survivant de John Cheyne (ou Cheney) de Shurland Hall, sur Île de Sheppey dans le Kent. Sa mère est Eleanor, fille et unique héritière de Sir Robert Shottesbrooke de Faringdon dans le Berkshire (aujourd'hui Oxfordshire). Il est l'oncle de Thomas Cheyne, Lord Warden of the Cinque Ports et le grand-oncle du militaireTudor et Membre du Parlement John Cheyne .
Aux alentours de 1460 , il est nommé « Esquire of the body » d'Elizabeth Woodville, reine consort d'Edward IV. Il est député du Wiltshire en 1478 et en 1479 il est nommé « Master of the Horse ». La même année, il épouse Margaret Chideock, fille aînée de Sir John Chideock, et veuve de William Stourton, 2e baron Stourton.
Il assiste à la signature du traité de Picquigny en 1475 et reste comme otage du roi Louis XI de France jusqu'à ce que le roi Édouard IV retourne à Calais et de là en Angleterre,. Cette année-là , il reçoit le manoir de Faulstone près de Salisbury (dans l'actuelle paroisse de Bishopstone ) confisqué à Sir Robert Baynton pour son soutien à Henri VI.
Après la mort d'Edouard , alors que  Richard III s'empare de la couronne, Cheyne change de camp pour soutenir la prétention d'Henry Tudor au trône, le rejoignant dans son exil en Bretagne. Henry le fait chevalier en 1483 après leur retour en Angleterre. Il combat en 1485 à la bataille de Bosworth Field. Lorsque Richard III lance sa dernière charge directement sur Henry, Cheyne qui est l'un des gardes du corps personnels d'Henry, est désarçonné d'un coup de la lance brisée de Richard. Il  combat de nouveau pour Henry à la bataille de Stoke en 1487. En 1486, il est fait chevalier de la Jarretière et appelé au parlement sous le nom de baron Cheyne.
Plus tard  il vit à Enborne dans le Berkshire. Surnommé le "chevalier vigoureux" par ses contemporains, il est décrit comme un homme massif d'une force redoutable. Un fémur de 53,3 cm est trouvé dans sa tombe à la cathédrale de Salisbury au 18e siècle, ce qui permet d'estimer sa taille à près de 2 m.
Il n'a aucun héritier et le titre s'éteint avec lui. Sa femme étant décédée avant lui, ses biens passent directement à son frère William ou au fils de celui-ci, Francis.